# The Reader (журнал)
The Reader (укр. Читач) — американський журнал, який базується в Редлендс, округ Сан-Бернардіно, Каліфорнія, що висвітлює місцеві та глобальні новини. 

## Історія
The Reader Magazine був заснований Крістофером Теодором (англ. Christopher Theodore) та Хайналкою Хог (англ. Hajnalka Hogue) в квітні, 2001. Бізнес-модель журналу основана на висвітлюванні місцевих новин, публікуванню реклами (в основному для малих і середніх підприємств), що виходить в друкованому вигляді та відправляється поштою безкоштовно по регіону.
У 2014 році, Читач був сертифікований некомерційною корпорацією B Lab.

## Критика
У 2011 році, журнал був підданий критиці колумбійським журналом журналістики (англ. Columbia Journalism Review).The Reader Magazine був описаний, як журнал, бізнес-модель якого заснована на плагіаті. Проте ці звинувачення були спростовані Читачем і журнал подав позов до суду на Columbia Journalism Review за неправдиві твердження.